# Phaonia shanxiensis
Phaonia shanxiensis är en tvåvingeart som beskrevs av Zhang, Zhao och Wu 1985. Phaonia shanxiensis ingår i släktet Phaonia och familjen husflugor. Inga underarter finns listade i Catalogue of Life.